# Iglesia de la Inmaculada Concepción de Suba
La Iglesia de la Inmaculada Concepción de Suba es un templo católico ubicado en la localidad de Suba, al noroccidente de Bogotá, inscrita en la jurisdicción eclesiástica de la diosesis de Engativá.

## Historia
El 6 de septiembre de 1948 se inició la construcción del actual templo. La orden de agustinos recoletos representa esta parroquia desde el 14 de septiembre de 1906 siendo el primer párroco el señor agustino recoleto. La parroquia fue entregada en propiedad a la comunidad recoleta por el arzobispo de Bogotá, Bernardo Herrera Retrepo.
Cuando la parroquia fue concebida a los agustinos recoletos en 1906, era una parroquia sencilla a base de cemento y piedra ya que sus primeros fundadores fueron indígenas, entre 1899 y 1901 se fue convirtiendo en una construcción moderna con diferentes estilos, en estos años se reformó el tejado y en 1924 se reconstruyó mejorando el frontis y se elevó el campanario 3 metros y medio.
En 1937 se reformó un nuevo frontis, se nombró como padre a Eugenio Ayape y este bendijo la piedra la cual se encuentra en la base de la torre que tiene las campanas. En la otra torre en 1939 fue colocado el reloj público que tuvo un costo de $900 pesos, fue elaborado en Neiva Huila por José María Bustamante.
En la fiesta patronal de 1959 se estrenaron las tres campanas, las cuales fueron encomendadas a la Inmaculada Concepción, a la Santísima Trinidad y a San Nicolás. Las tres campanas están talladas con sus respectivos protectores.
Restauraciones
- En 1950 se hizo un nuevo presbiterio.
- En 1958 se colocaron las puertas centrales elaboradas a base de hierro y cobre.
- En 1988 fray Antonio Abecia hizo arreglos al presbiterio acercando el altar hacia los fieles.
- En 2008 y 2009 fray Norverto Escobar hizo trabajos de cismo resistencia ordenada por el gobierno nacional.
- En julio de 2003 fray Cesar Augusto Patiño le hizo una restauración a todo el templo.

## Despacho parroquial
Todas las doctrinas de suba figuran regidas por un solo cura, en el despacho parroquial se encuentran los libros los cuales contiene registrados matrimonios, bautizos, confirmaciones y exequias. El libro más antiguo forrado con pergamino comienza en 1642 y el segundo el 23 de mayo de 1700, estos libros aún son pedidos por los feligreses para sus actas de consanguinidad, en la actualidad el despacho parroquial tiene 47 libros de bautizo, 8 de confirmaciones, 16 de matrimonios y 12 de exequias. 

## Servicios de la iglesia
El 23 de junio de 1949 se puso al servicio la cripta, la cual inicialmente contaba con la capacidad de 273 osarios. En 2001 y en él se le hizo cambios ya que eran más los feligreses que llegaban a la parroquia para dar las exequias de sus seres queridos.
la parroquia de suba se ha convertido en el foco espiritual para los feligreses ya que fue la primera parroquia de toda la localidad y la fundadora de algunas como:
- San Ambrosio (Barrio el Batán)
- San Bartolomé (Barrio Calatrava)
- San Juan Crisóstomo (Barrio Niza)